# Grupa „Praga” MSW
Grupa „Praga” MSW, Grupa Operacyjna nr 5 MSW „Praga”, GO „Praga” (Operační skupina No. 5 Ministerstva vnitra „Praha”) – działająca w latach osiemdziesiątych, do 1990 w Czechosłowacji, kontrwywiadowcza jednostka operacyjna Ministerstwa Spraw Wewnętrznych PRL.
Grupa pełniła też funkcję łącznikową MSW PRL z Ministerstwem Spraw Wewnętrznych CSRS (Ministerstva vnitra – StB).
Grupa formalnie podlegała Departamentowi IIIA/V MSW.

## Szefowie przedstawicielstwa
- 1974–1979 – płk. Władysław Pieterwas
- 1977–1978 – płk. Stanisław Makuch, przedstawiciel Departamentu I MSW

- 1981–1986 – płk. Adam Barszczewski
- 1986–1990 – gen. bryg. Zenon Płatek